# Vale Royal
Vale Royal var ett distrikt i Cheshire West and Chester enhetskommun i Cheshire grevskap, England. Distriktet hade 122 089 invånare (2001).

## Civil parishes
- Acton Bridge, Allostock, Alvanley, Anderton with Marbury, Antrobus, Aston, Barnton, Bostock, Byley, Comberbach, Crowton, Cuddington, Darnhall, Davenham, Delamere, Dutton, Frodsham, Great Budworth, Hartford, Helsby, Kingsley, Lach Dennis, Little Budworth, Little Leigh, Lostock Gralam, Manley, Marston, Moulton, Nether Peover, Norley, Northwich, Oakmere, Rudheath, Rushton, Sproston, Stanthorne, Sutton, Tarporley, Utkinton, Weaverham, Whitegate and Marton, Whitley, Wimboldsley, Wincham och Winsford.[2]